# Ericymba
Ericymba is een geslacht van straalvinnige vissen uit de familie van Cyprinidae (Eigenlijke karpers).

## Soort
- Ericymba amplamala (Pera & Armbruster, 2006)